# Incoronazione della Vergine di Città di Castello
L'Incoronazione della Vergine di Città di Castello è un dipinto a tempera su tavola di Domenico Ghirlandaio e aiuti, databile al 1486 circa e conservato nella Pinacoteca comunale di Città di Castello.

## Storia
La pala venne dipinta a Firenze nella bottega di Ghirlandaio e successivamente spedita in Umbria. Viene considerata in maggior parte opera di bottega, sebbene il disegno e alcuni dettagli spettino al maestro. Recentemente (Caracciolo 2013) la pala è stata individuata come quella dell'altare maggiore della chiesa delle monache francescane terziarie del Paradiso, dette volgarmente della Paola (dal nome della fondatrice): la chiesa oggi coincide con il parlatorio di Santa Cecilia. In base a questa identificazione, il secondo santo da sinistra sarebbe San Paolo, mentre il secondo da destra San Girolamo (per la vicinanza del complesso dei Gesuati, oggi Seminario). 

## Descrizione e stile
La scena dell'Incoronazione della Vergine è trattata su due registri sovrapposti, secondo uno schema introdotto da Pietro Perugino. In quello superiore, tra cerchi concentrici che simboleggiano i Cieli del Paradiso, Gesù sta incoronando Maria che è solennemente inginocchiata poco più in basso e con le mani giunte. Sono circondati da angeli musicanti, cherubini e serafini. In basso, tra le fiammelle dello Spirito Santo che si diffondono, si trova una serie di santi che assistono serenamente alla scena: da sinistra si riconoscono parecchi santi e sante francescani: in piedi, san Francesco d'Assisi, san Giovanni Evangelista, Bernardino da Siena, san Ludovico di Tolosa, un altro santo maschile senza attributi iconografici e sant'Antonio di Padova. Al centro si trovano quattro donne inginocchiate: sant'Elisabetta di Turingia, Maria Maddalena, Caterina d'Alessandria e Chiara d'Assisi. 
Le scelte cromatiche non sono tipiche dell'artista, basandosi la tavola sul contrasto tra rossi e blu, su cui spiccano poche campiture di giallo dorato.